# فیل موریس (هنرپیشه)
فیل موریس (انگلیسی: Phil Morris؛ زادهٔ ۴ آوریل ۱۹۵۹) یک فیلم‌نامه‌نویس، بازیگر سینما، و هنرپیشه اهل ایالات متحده آمریکا است. وی از سال ۱۹۶۶ میلادی تاکنون مشغول فعالیت بوده‌است.
از فیلم‌ها یا برنامه‌های تلویزیونی که وی در آن نقش داشته است می‌توان به ملاقات با اسپارتی‌ها، کبوترهای سفالی، لمس کن و برو و آندرداگ اشاره کرد.